# Luxem
Luxem là một đô thị ở huyện Mayen-Koblenz bang Rheinland-Pfalz, phía tây nước Đức. Đô thị Luxem có diện tích 4,93 km².